# Felipe Barrientos
Felipe Andrés Barrientos Mena  (Valdivia, Chile, 6 de marzo de 1997) es un futbolista chileno. Juega de delantero y actualmente milita en Rangers de la Primera División B de Chile.

## Clubes
| Club                  | País   | Año       |
| --------------------- | ------ | --------- |
| Universidad Católica  | Chile  | 2014      |
| Irapuato              | México | 2015-2016 |
| Celaya                | México | 2016-2017 |
| Palestino             | Chile  | 2017-2018 |
| Huachipato            | Chile  | 2019      |
| Deportes La Serena    | Chile  | 2020      |
| Curicó Unido          | Chile  | 2021      |
| Coquimbo Unido        | Chile  | 2022-2023 |
| Deportes Puerto Montt | Chile  | 2023      |
| Cobresal              | Chile  | 2024      |
| Rangers               | Chile  | 2025-Act. |

## Palmarés

### Títulos nacionales
| Título     | Equipo    | País  | Año  |
| ---------- | --------- | ----- | ---- |
| Copa Chile | Palestino | Chile | 2018 |

- Datos: Q5402785